# إريك غونزاليس (لاعب كرة قدم)
إريك غونزاليس (بالإنجليزية: Eric Gonzalez)‏ هو لاعب كرة قدم أمريكي في مركز الوسط، ولد في 24 مارس 1994 في كورونا في الولايات المتحدة. لعب مع نادي لاس فيغاس لايتس.